# Asociación de Fútbol Profesional de El Oro
La Asociación de Fútbol Profesional de El Oro es un subdivisión de la Federación Deportiva de El Oro en el Ecuador. Funciona como asociación de equipos de fútbol dentro de la Provincia de El Oro. Bajo las siglas AFO, esta agrupación está afiliada a la Federación Ecuatoriana de Fútbol.

## Clubes Afiliados
| 1 | Orense Sporting Club | Machala |

| 1  | Club Social y Deportivo Audaz Octubrino      | Machala    |
| 2  | Club Social Deportivo Bolívar                | Piñas      |
| 3  | Club Deportivo Kléber Franco Cruz            | Machala    |
| 4  | Club Social Deportivo Urseza                 | Machala    |
| 5  | Parma Fútbol Club                            | Machala    |
| 6  | Club Social y Deportivo Comercial Huaquillas | Huaquillas |
| 7  | Huaquillas Fútbol Club                       | Huaquillas |
| 8  | Club Social y Deportivo Río Amarillo         | Portovelo  |
| 9  | Santa Rosa Fútbol Club                       | Santa Rosa |
| 10 | Santos Fútbol Club                           | El Guabo   |
| 11 | Sociedad Deportivo Cóndor                    | Arenillas  |
| 12 | Guabo Fútbol Club                            | El Guabo   |
| 13 | Club Deportivo Cantera del Jubones           | Pasaje     |
| 14 | Club Deportivo Atlético Audaz                | Machala    |
| 15 | Club Deportivo Balsas                        | Balsas     |
| 16 | Club ATV Piñas                               | Piñas      |
| 17 | Club Atlético Mineiro                        | Huaquillas |
| 18 | Bonita Banana Sporting Club                  | Pasaje     |

| 1  | Club Atlético Chilla                        | Chilla  |
| 2  | Asociación Deportiva Estudiantes Octubrinos | Machala |
| 3  | Club Atlético y Deportivo Macarsa           | Machala |
| 4  | Junín Sporting Club                         | Machala |
| 5  | Oro Fútbol Club                             | Machala |
| 6  | Liga Deportiva Universitaria de Machala     | Machala |
| 7  | Club Deportivo Carmen Mora de Encalada      | Pasaje  |
| 8  | Club Deportivo América de Machala           | Machala |
| 9  | Club Sport Banaoro                          | Machala |
| 10 | Fuerza Amarilla Sporting Club               | Machala |

### Campeonatos
| Equipo                 | Campeonatos | Subcampeonatos | Años campeón                                               |
| ---------------------- | ----------- | -------------- | ---------------------------------------------------------- |
| Santos                 | 10          | 2              | 1983, 1987, 1988, 1989, 1990, 1991, 1995, 1997, 1999, 2000 |
| Audaz Octubrino        | 9           | 6              | 1974, 1984, 1992, 1994, 1996, 2009, 2010, 2016, 2018       |
| Santa Rosa F. C.       | 5           | 4              | 1993, 2003, 2004, 2005, 2006                               |
| Bonita Banana          | 5           | 0              | 1985, 2020, 2021, 2022, 2023                               |
| Estudiantes Octubrinos | 4           | 0              | 1976, 1977, 1979, 1981                                     |
| Fuerza Amarilla        | 4           | 0              | 2008, 2011, 2013, 2014                                     |
| Orense                 | 3           | 3              | 2012, 2015, 2017                                           |
| Oro F. C.              | 2           | 0              | 1998, 2002                                                 |
| Huaquillas F. C.       | 1           | 6              | 2001                                                       |
| Liga de Machala        | 1           | 2              | 1975                                                       |
| América de Machala     | 1           | 0              | 1986                                                       |
| Atlético Audaz         | 1           | 1              | 2007                                                       |
| Atlético Chilla        | 1           | 0              | 1978                                                       |
| Banaoro                | 1           | 0              | 1982                                                       |
| Carmen Mora            | 1           | 0              | 1973                                                       |
| Comercial Huaquillas   | 1           | 0              | 1980                                                       |
| Parma                  | 1           | 0              | 2019                                                       |
| Deportivo Bolívar      | 0           | 3              |                                                            |
| Kléber Franco Cruz     | 0           | 3              |                                                            |
| Atlético Jubones       | 0           | 1              |                                                            |
| Atlético Mineiro       | 0           | 1              |                                                            |
| Cantera del Jubones    | 0           | 1              |                                                            |
| Golden Boys            | 0           | 1              |                                                            |
| Junín S. C.            | 0           | 1              |                                                            |
| Macarsa                | 0           | 1              |                                                            |
| Río Amarillo           | 0           | 1              |                                                            |